# Бульбарний параліч
Бульбарний параліч відноситься до ряду різних ознак і симптомів, пов'язаних із порушенням функції язикоглоткового нерва (CN IX), блукаючого нерва (CN X), додаткового нерва (CN XI) і під'язикового нерва (CN XII). Це викликано ураженням нижнього рухового нейрона у довгастому мозку або від ураження цих нервів за межами стовбура мозку. Це може бути викликано будь-яким з ряду генетичних, судинних, дегенеративних, запальних та інших основних захворювань. Його можна диференціювати від псевдобульбарного паралічу. При обструкції дихальних шляхів використовується інтубація.

## Ознаки та симптоми

### Симптоми
- дисфагія (ускладнення ковтання).[1]
- труднощі при жуванні .
- регургітація носа.
- труднощі в роботі з виділеннями, включаючи аспірацію рідини.[2]
- ускладнене дихання (обструкція дихальних шляхів).[2]
- дисфонія (дефектне використання голосу, нездатність вимовляти звук через слабкість гортані).
- дизартрія (труднощі з артикуляцією слів через проблеми з ЦНС), наприклад невиразне мовлення.[1]

### Ознаки
- млявий параліч,[1] характеризується слабкістю м'якого піднебіння (обстежується, просячи пацієнта сказати «ааа»).[1]
- атрофія м'язів[1], наприклад атрофія язика з фасцикуляціями.
- носова мова з відсутністю модуляції та труднощами з усіма приголосними.
- виділення слини.[1]
- нормальний або відсутній посмикування щелепи .
- знижений або відсутній блювотний рефлекс .[1]

Крім того, можливі ураження нижніх мотонейронів кінцівок.
Очні м'язи збережені, і це відрізняє його від міастенії .

## Причини
- Генетичні: хвороба Кеннеді,[1] гостра переміжна порфірія .
- Судинні причини: медулярний інфаркт, наприклад латеральний або медіальний інфаркт мозку.[1]
- Дегенеративні захворювання: бічний аміотрофічний склероз,[1][3] сирингобульбія,[1] синдром Вольфрама .
- Запальні/інфекційні: синдром Гієна–Барре,[1] поліомієліт,[1] хвороба Лайма .
- Рак:[1] гліома стовбура мозку, злоякісний менінгіт .
- Токсичні: ботулізм, отрута кори скорпіона (вид Centruroides), деякі нейротоксичні зміїні отрути .
- Аутоімунні: міастенія .

## Механізм
Бульбарний параліч включає проблеми з функцією язикоглоткового нерва (CN IX), блукаючого нерва (CN X), додаткового нерва (CN XI) і під'язикового нерва (CN XII). Усі вони виходять із шляхів у довгастому мозку . Ураження нижніх мотонейронів може погіршити їх функціонування.

## Діагностика

### Диференційна діагностика
Навпаки, псевдобульбарний параліч — це клінічний синдромом, подібним до бульбарного паралічу, але в якому пошкодження розташоване у верхніх моторних нейронах кортикобульбарних шляхів у середньому мосту (тобто в черепних нервах IX—XII), тобто нервові клітини, що спускаються з кори головного мозку, іннервуючи моторні ядра в мозковій речовині. Зазвичай це викликано інсультом .

## Лікування
У пацієнтів з обструкцією дихальних шляхів внаслідок бульбарного паралічу можна використовувати інтубацію . Це може бути інтубація трахеї або надгортанна інтубація.